# Лепестов Юрій Іванович
Юрій Іванович Лепестов (10 лютого 1952, Бакал — 3 липня 2011, Болгарія) — радянський футболіст, який грав на позиції нападника і півзахисника. Відомий насамеред за виступами в сімферопольській «Таврії», у складі якої здобув звання чемпіона УРСР.

## Біографія
Юрій Лепестов народився в Челябінській області, розпочав грати у футбол в Керчі у віці 15 років. Після цього навчався у київському республіканському спортінтернаті. У 1970 році грав у дублюючому складі донецького «Шахтаря». У 1971 році проходив військову службу в одеському СКА. У 1973 році став гравцем команди другої ліги «Таврія» з Сімферополя. У складі команди вже цього року Лепестов став чемпіоном УРСР, після чого команда здобула путівку до першої ліги, також цього року він став одним із кращих бомбардирів команди, відзначившись 10 забитими м'ячами. У 1974 році розпочав виступи у складі сімферопольської команди вже в першій лізі, проте втратив місце в основі. та протягом сезону перейшов до складу команди другої ліги «Буковина» з Чернівців. У складі чернівецької команди грав до 1976 року, після низки травм завершив виступи на футбольних полях.
Після завершення виступів у командах майстрів Юрій Лепестов кілька років грав у чернівецьких аматорських командах. Пізніше Лепестов розпочав працювати тренером у чернівецькій ДЮСШ № 2. Серед його вихованців є відомі футболісти Вадим Заяць, Геннадій Савко, Ігор Чайковський. У 90-х роках ХХ століття Юрій Лепестов входив до тренерського штабу «Буковини».
Помер Юрій Лепестов раптово 3 липня 2011 року в Болгарії, де він перебував разом із дитячою футбольною командою.

## Вшанування пам'яті
На честь Юрія Лепестова в Чернівцях проводиться щорічний меморіальний турнір дитячих футбольних команд.

## Досягнення
- Переможець Чемпіонату УРСР з футболу 1973, що проводився у рамках турніру в першій зоні другої ліги СРСР.